# إي إي
إي إي (بالهانغل: 이이، وبالهانجا: 李珥) هو عالم كونفشيوسي ومصلحٌ سياسي ولد في 7 يناير 1537 في مملكة جوسون ومات في 27 فبراير 1584. يعرف إي إي أيضاً باسمه القلمي يُلْغُوكْ والذي يعني "وادي الكستناء"، ويُنظَرُ إليه على أنه أحد أعظم مفكري كوريا جنباً إلى جنب مع إي هوانغ (퇴계).‏

## العائلة
والده هو إي وون سو (이원수) مستشار الدولة الرابع وهو ابن إي تشون (이천)، ووالدته هي شن سا إم دانغ (신사임당) الرسامة والخطاطة الكورية المعروفة ابنة شن ميونغ غوا (신명화). تزوج إي إي من ابنة نو غيونغ رن (노경린) من عشيرة غوكسان نو (곡산 노씨)، وتزوج أيضاً من ابنة إي آن نل (이안눌). تزوجت ابنته من كم جب (김집) ابن كم جانغ ساينغ (김장생).

## الإشارات والمراجع

### الإشارات
1. ↑  Hyo-Dong Lee. Page 142.
2. ↑  The National Folk Museum of Korea (South Korea). Page 139.
3. ↑  Edward Y. J. Chung. Page 26.